# گروس شویسوو
گروس شویسوو (به آلمانی: Groß Schwiesow) یک شهر در آلمان است که در Rostock District واقع شده‌است. گروس شویسوو  ۳۳۲ نفر جمعیت دارد.